# إكسوم

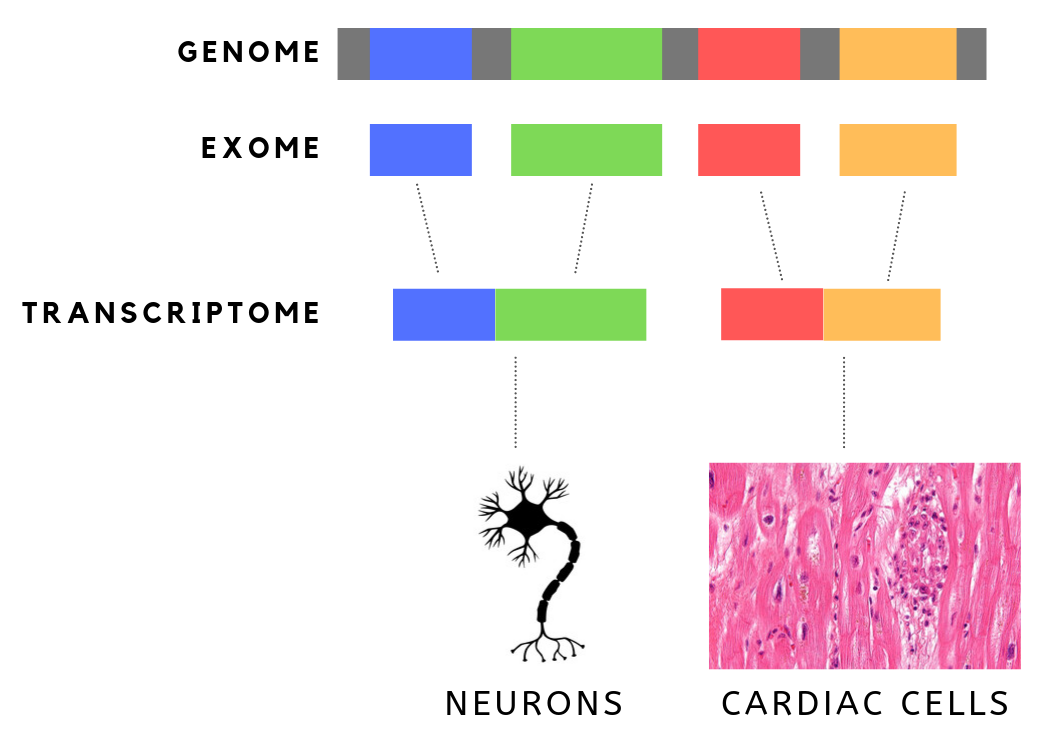

الإكسوم هو جزء من الشريط الوراثي المكون من الخوارج وهي سلسلة متتالية عند نسخها تبقى في الحمض النووي الريبي الناضج وتساهم في الناتج النهائي للبروتين المشفر بتلك المورثة.
ويتألف من كامل الحمض النووي الريبوزي منقوص الأوكسجين الذي يتم نسخه إلى حمض نووي ريبي ناضج في الخلايا من أية نوع والتي تفرق عن الترانسكريبتوم والذي هو حمض نووي ريبي يتم نسخه ضمن خلايا نوعية معينة.
إن إكسوم الشريط الوراثي البشري يتكون من حوالي 180.000 داخلة تشكل حوالي 1% من إجمالي الشريط الوراثي بما يقدر ب30 ميغابايت من الحمض النووي.
وعلى الرغم من أنه يكوِّن جزءاً صغيراً جداً من الشريط الوراثي فإن الطفرات في الإكسوم يعتقد أتها تشكل نسبة 85% من إجمالي الطفرات التي تسبب المرض على نطاق واسع.
ثبت أن سَلسَلة الإكسوم هي إستراتيجية فعَّالة في سبيل تحديد القواعد الوراثية لأكثر من مجموعتين من الاضطرابات المندلية واعتلالات المورثة الواحدة.